# 直笛與背包
《直笛與背包》是以四格漫畫形式創作的日本漫畫作品。於《Manga Club Original》（竹書房）2007年10月号刊載後，2008年2月号開始連載。還有在《Manga Life Original》2010年8月号刊載後，2011年5月号開始連載中。單行本至今已發行22卷。以身高不像小學生的敦志為中心展開劇情的搞笑四格漫畫。
在同一社的其他杂志《Manga Life MOMO》中不定期刊載以姐姐宫川敦美视角為主描写的外传《リコーダーとランドセル あつみ編》。
於《まんがライフオリジナル》2011年10月号發表電視動畫化消息後，於2012年1月到3月播放第1季、同年4月到6月播放第2季。於2013年7月起播放第三季。

## 劇情簡介
宮川敦是一個身高 180 公分、完全不像小孩子的小學五年級生；而他的姊姊宮川敦美，則是一個身高只有 137 公分、看起來就是兒童的高中二年級生，作品圍繞著這對姐弟，描繪在他們生活周遭發生的各種趣事。

## 登場人物
宮川敦志（配音員：置鮎龍太郎）
主角。小学5年級生（5年3組）。身高180cm。
宮川敦美（配音員：釘宮理惠）
敦志的姊姊。高中2年級生。身高137cm。
高橋沙夜（配音員：平野綾）
敦美的同學和最好的朋友。2月出生。身高165cm。喜歡敦志？
吉岡（配音員：諏訪部順一）
敦美學校的三年級生，籃球部，是個蘿莉控變態。
小林真（配音員：亥野麻紀）
敦美學校的下級生，籃球部，個子很小。
盛山雙海（配音員：民安友繪）
敦志的班主任。女性。害怕男生。
哲也（配音員：南條愛乃）
敦志的同学。
拓实（配音員：合田彩（第1・2期）喜多丘千陽（第3期））
敦志的同学。
副島雛（配音員：内田彩）
敦志的同学。
牧村老師（配音員：齋藤楓子）
小学老師。
教頭先生（配音員：金谷英孝）
小学的班主任。
竹兄（配音員：櫻井孝宏）
敦志父親
配音員：橋詰知久
敦志母親
配音員：佐藤奏美
森田真由
動畫第1話登場。是另一部作品《沉默的森田同學》的角色，以特別佳賓的模式串場。沒有配音員。
松坂花
配音員：南條愛乃
動畫第1話登場。是另一部作品《沉默的森田同學》的角色，以特別佳賓的模式串場。

## 出版書籍
| 卷數 | 竹書房         | 竹書房                                                  | 青文出版社     | 青文出版社             |
| 卷數 | 發售日期       | ISBN                                                    | 發售日期       | ISBN / EAN             |
| ---- | -------------- | ------------------------------------------------------- | -------------- | ---------------------- |
| 1    | 2009年3月27日  | ISBN 978-4-8124-7059-6                                  | 2012年11月17日 | ISBN 978-986-310-419-3 |
| 2    | 2010年4月17日  | ISBN 978-4-8124-7254-5                                  | 2013年4月17日  | ISBN 978-986-310-558-9 |
| 3    | 2012年1月17日  | ISBN 978-4-8124-7729-8                                  | 2013年6月22日  | ISBN 978-986-310-659-3 |
| 4    | 2012年7月17日  | ISBN 978-4-8124-7935-3 ISBN 978-4-8124-7782-3（特裝版） | 2014年4月18日  | ISBN 978-986-310-976-1 |
| 5    | 2012年12月7日  | ISBN 978-4-8124-8056-4                                  | 2014年9月17日  | EAN 471-8016-00962-2   |
| 6    | 2013年7月19日  | ISBN 978-4-8124-8196-7                                  | 2015年7月22日  | EAN 471-8016-01362-9   |
| 7    | 2014年3月7日   | ISBN 978-4-8124-8529-3                                  | 2016年1月13日  | EAN 471-8016-01673-6   |
| 8    | 2014年9月5日   | ISBN 978-4-8124-8752-5                                  |                |                        |
| 9    | 2015年7月7日   | ISBN 978-4-8019-5297-3                                  |                |                        |
| 10   | 2016年2月8日   | ISBN 978-4-8019-5449-6                                  |                |                        |
| 11   | 2015年12月7日  | ISBN 978-4-8019-5698-8                                  |                |                        |
| 12   | 2017年7月27日  | ISBN 978-4-8019-6001-5                                  |                |                        |
| 13   | 2018年4月17日  | ISBN 978-4-8019-6234-7                                  |                |                        |
| 14   | 2018年10月17日 | ISBN 978-4-8019-6414-3                                  |                |                        |
| 15   | 2019年6月27日  | ISBN 978-4-8019-6658-1                                  |                |                        |
| 16   | 2020年4月27日  | ISBN 978-4-8019-6925-4                                  |                |                        |
| 17   | 2021年1月25日  | ISBN 978-4-8019-7173-8                                  |                |                        |
| 18   | 2021年8月26日  | ISBN 978-4-8019-7421-0                                  |                |                        |
| 19   | 2022年3月26日  | ISBN 978-4-8019-7580-4                                  |                |                        |
| 20   | 2023年6月15日  | ISBN 978-4-8019-8067-9                                  |                |                        |
| 21   | 2024年1月17日  | ISBN 978-4-8019-8237-6                                  |                |                        |
| 22   | 2025年3月17日  | ISBN 978-4-8019-8598-8                                  |                |                        |

## 電視動畫
約3分的短編動畫，於2012年1月以《直笛與背包 Do♪》的標題經埼玉電視台、KBS京都和niconico動画播放，完結後便立即在2012年4月播放第2季《直笛與背包 Re♪》。第3季《直笛與背包 Mi☆》在2013年7月起開始播放。第3期旁白為金谷英孝。第3期初回放送由いまざきいつき與置鮎龍太郎主持特別節目。
接續之前播放《沉默的森田同學學》時的狀況，每集完結後都會播放大約30秒長，宣傳用的《柴丸子小姐》情報Corner（由佐々木未来聲演）。
前2季是竹書房完全自社製作的，但第3季則改為用製作委員會方式製作。另外也有一些工作人員被更換。

### 工作人員
- 原作 - 「リコーダーとランドセル」竹書房刊（まんがライフオリジナル、まんがくらぶオリジナル連載中）
- 原作者 - 東屋めめ
- 監督 - 木村寛（第1、2期）、伊魔崎齋（第3期）
- 腳本 - 烏丸涼（第1、2期）、伊魔崎齋（第3期）
- 人物設定 - 高橋成世（第1、2期）、飯泉俊臣（第3期）
- 美術監督 - 片平真司
- 攝影監督 - 堀川和人
- 色彩設計 - 藤木由香里
- 編輯 - 相原聡
- 音樂 - 安斎孝秋
- 音響監督 - 川添憲五
- 制作 - Dream Creation
- 動畫制作 - Seven
- 音響制作 - DAX International
- 音樂制作 - スクラムスタッフ
- 製作人 - 木村淳、石塚治寿
- 製作著作 - 竹書房

### 主題曲
第1期「Glitter」
作詞 - RUCCA / 作曲 - 流歌 / 歌 - 多田葵 feat. Sister773
第2期「Stare」
作詞・作曲・編曲 - 中野晃 / 歌 - ぱぷりかR（内田彩、渡部優衣、杉本みくる）、ぱぷりかG（斎藤楓子、辻更紗、森田菜摘、外丸裕實）
第3期
作詞・作曲・編曲 - 石風呂 / 歌 - 柏山奈奈美

### 各話標題
| 話數           | 日文標題       | 中文標題                         | 腳本           | 分鏡           | 演出           | 作画監督                   | 柴犬子情報環節                                                                                             |
| 直笛與背包 Do♪ | 直笛與背包 Do♪ | 直笛與背包 Do♪                   | 直笛與背包 Do♪ | 直笛與背包 Do♪ | 直笛與背包 Do♪ | 直笛與背包 Do♪             | 直笛與背包 Do♪                                                                                             |
| -------------- | -------------- | -------------------------------- | -------------- | -------------- | -------------- | -------------------------- | --- |
| 第1話          |                | 敦志和敦美                       | 烏丸涼         | 山内東生雄     | 木村寛         | 柴田志朗                   | 『沉默的森田同學。2』DVD                                                                                   |
| 第2話          |                | 敦美和日常                       | 烏丸涼         | 山内東生雄     | 木村寛         | 柴田志朗                   | CD專輯『Glitter』                                                                                          |
| 第3話          |                | 沙夜和敦美                       | 烏丸涼         | 坂本ひろみ     | 木村寛         | 柴田志朗                   | 『沉默的森田同學』單行本第5卷                                                                              |
| 第4話          |                | 敦志和小學                       | 烏丸涼         | 鈴木肇子       | 木村寛         | 柴田志朗                   | 迷茫管家與膽怯的我Blu-ray&DVD                                                                              |
| 第5話          |                | 敦志和節分                       | 烏丸涼         | 飯泉俊臣       | 木村寛         | 柴田志朗                   | 柴犬子傳播隊                                                                                               |
| 第6話          |                | 敦志和巧克力                     | 烏丸涼         | 西川貴史       | 木村寛         | 柴田志朗                   | 少女福爾摩斯Live in 武道館                                                                                 |
| 第7話          |                | 電影和誤會                       | 烏丸涼         | 木村寛         | 木村寛         | 飯泉俊臣 柴田志朗          | 柴犬子傳播隊 活動報告                                                                                      |
| 第8話          | [ 3 ]          | 敦志和女兒節                     | 烏丸涼         | 飯泉俊臣       | 木村寛         | 竹内一将 柴田志朗          | 祝!『柴犬子』TV動畫化決定                                                                                  |
| 第9話          |                | 竹兄和就職                       | 烏丸涼         | 山内東生雄     | 木村寛         | 竹内一将 柴田志朗          | 三国志 Three Kingdoms 公式朗讀CD                                                                           |
| 第10話         |                | 敦志和白色情人節                 | 烏丸涼         | 西川貴史       | 木村寛         | 竹内一将 柴田志朗          | 任天堂3DS『嘟嘟貓觀察日記』                                                                                |
| 第11話         |                | 敦志和圖書館                     | 烏丸涼         | 山内東生雄     | 木村寛         | 竹内一将 柴田志朗          | 『沉默的森田同學。2』『リコーダーとランドセル ド♪』一挙放送                                                |
| 第12話         |                | 敦志和誤解                       | 烏丸涼         | 山崎克之       | 木村寛         | 飯泉俊臣 柴田志朗          | 闘え!ドラゴンDVD-BOX                                                                                       |
| 第13話         |                | 賞花和姊弟                       | 烏丸涼         | 木村寛         | 木村寛         | 鈴木勘太 柴田志朗 竹内一将 | 『ゆるめいつ3でぃ』4月開始播放                                                                             |
| 直笛與背包 Re♪ |                |                                  |                |                |                |                            | |
| 第14話         |                | 新生和誤會                       | 烏丸涼         | 坂本ひろみ     | 木村寛         | 飯泉俊臣 柴田志朗          | 『リコーダーとランドセル ド♪』Blu-ray&DVD                                                                  |
| 第15話         |                | 敦志和自行車                     | 烏丸涼         | 秦義人         | 木村寛         | 柴田志朗                   | 『およげ!たいやきくん』CDニューバージョン                                                                  |
| 第16話         |                | 敦志和夢想                       | 烏丸涼         | 飯泉俊臣       | 木村寛         | 古川博之                   | ねんどろいど 譲崎ネロ/コーデリア・グラウカ                                                                 |
| 第17話         |                | 點心和聲援                       | 烏丸涼         | 秦義人         | 木村寛         | 柴田志朗                   | 食育入門DVDいただきますごちそうさま                                                                        |
| 第18話         |                | 家族和溫泉                       | 烏丸涼         | 山崎京之       | 木村寛         | 飯泉俊臣                   | GOOD LUCK HUNTER 声優麻雀コロシアム                                                                        |
| 第19話         |                | 敦志和運動會 其之一              | 烏丸涼         | 山内東生雄     | 木村寛         | 飯泉俊臣 竹内一将          | 三国志 Three Kingdoms 公式朗読CD イベント開催                                                              |
| 第20話         |                | 敦志和運動會 其之二              | 烏丸涼         | 山内東生雄     | 木村寛         | 飯泉俊臣                   | CD迷你專輯『Stare』                                                                                        |
| 第21話         |                | 誤解和真相                       | 烏丸涼         | 木村寛         | 木村寛         | 柴田志朗                   | 『雑居時代』デジタルリマスター版DVD-BOX                                                                    |
| 第22話         |                | 敦志和舊衣服                     | 烏丸涼         | 山内東生雄     | 木村寛         | 古川博之                   | 『リコーダーとランドセル ド♪&レ♪』一挙放送                                                                 |
| 第23話         |                | 敦志和文化祭                     | 烏丸涼         | 飯泉俊臣       | 木村寛         | 飯泉俊臣                   | 『リコーダーとランドセル ライヴ』開催決定!                                                                 |
| 第24話         |                | 姊姊和妹妹                       | 烏丸涼         | 坂本ひろみ     | 木村寛         | 柴田志朗                   | 『緋色的碎片』Blu-ray & DVD                                                                                |
| 第25話         |                | 敦志和追跑賽                     | 烏丸涼         | 山下敏成       | 木村寛         | 古川博之                   | 『しばいぬ子さん』単行本発売決定!                                                                          |
| 第26話         |                | 敦志和再會了                     | 烏丸涼         | 木村寛         | 木村寛         | 柴田志朗                   | 『千歲Get You!!』放送開始                                                                                  |
| 直笛與背包 Mi☆ |                |                                  |                |                |                |                            | |
| 第1話          |                | 直笛與背包 Mi★                   | 伊魔崎齋       | 伊魔崎齋       | 伊魔崎齋       | 飯泉俊臣                   | 竹書房提供：《麻雀飯店》DVD                                                                                |
| 第2話          |                | 沙夜和避雨                       | 伊魔崎齋       | 伊魔崎齋       | 伊魔崎齋       | 清水陽一                   | 竹書房提供：《柴犬子》單行本第2卷                                                                          |
| 第3話          |                | 本性與非法                       | 伊魔崎齋       | 伊魔崎齋       | 伊魔崎齋       | 北村淳一                   | エスエスピー提供：樂曲『ワンツーハロー』                                                                   |
| 第4話          |                | 敦志與實習生川內老師             | 伊魔崎齋       | 伊魔崎齋       | 伊魔崎齋       | 佐佐木一浩                 | エスエスピー提供：CD『せーのっ!!!』                                                                        |
| 第5話          |                | 淳司與星天牛                     | 伊魔崎齋       | 伊魔崎齋       | 伊魔崎齋       | 飯泉俊臣                   | 竹書房提供：コミケ84版撮り下ろしDVD 『生あいまいみー コミケで有り金を全て溶かす人の顔が見たいよ あぴゃ〜』 |
| 第6話          |                | 竹哥與求職中                     | 伊魔崎齋       | 伊魔崎齋       | 伊魔崎齋       | 飯泉俊臣                   | スチール・ウッド・ガーデン提供：聲優試鏡開催情報                                                           |
| 第7話          |                | 小矮子與苦惱的每一天             | 伊魔崎齋       | 伊魔崎齋       | 伊魔崎齋       | 北村淳一                   | 竹書房提供：『直笛與背包 Mi☆』舞台設定情報                                                                 |
| 第8話          |                | 靈魂之兄弟與親兄弟               | 伊魔崎齋       | 伊魔崎齋       | 伊魔崎齋       | 飯泉俊臣                   | 竹書房提供：『ちょぼらうにょぽみ劇場 あいまいみー』DVD                                                     |
| 第9話          |                | 搖曳的戀心和離奇！仲夏的惡夢！！ | 伊魔崎齋       | 伊魔崎齋       | 伊魔崎齋       | Park Hyun Inn              | 竹書房提供：『直笛與背包』單行本                                                                           |
| 第10話         |                | 眾人和暑假-AM-                   | 伊魔崎齋       | 伊魔崎齋       | 伊魔崎齋       | 清水陽一                   | 竹書房提供：『直笛與背包 Mi☆』Blu-ray&DVD                                                                  |
| 第11話         |                | 眾人和暑假-PM-                   | 伊魔崎齋       | 伊魔崎齋       | 伊魔崎齋       | 北村淳一                   | studio CHANT提供：CD『凸凹 E.P.』                                                                          |
| 第12話         |                | Mi是大家的Mi                     | 伊魔崎齋       | 伊魔崎齋       | 伊魔崎齋       | Park Hyun Inn              | 柴犬子的重大發表                                                                                           |

### 播放電視台
日本深夜動畫：下文記載的日本国内播放時間使用日本標準時間（UTC+9）表示。因為部分時間标识會採用30小时制，因此請留意这类超过24:00的时间，其實際播放時間為翌日清晨。
| 播放地區 | 播放電視台   | 播放日期               | 播放時間（UTC+9）   | 所屬聯播網 | 備註           |
| 第1期    | 第1期        | 第1期                  | 第1期               | 第1期      | 第1期          |
| -------- | ------------ | ---------------------- | ------------------- | ---------- | -------------- |
| 埼玉縣   | 埼玉電視台   | 2012年1月5日－3月29日  | 星期四 25:00－25:05 | 独立UHF局  |                |
| 日本全國 | NICONICO頻道 | 2012年1月5日－3月29日  | 星期四 25:00 更新   | 網路電視   |                |
| 日本全國 | 萬代頻道     | 2012年1月13日－4月6日  | 星期五 12:00 更新   | 網路電視   |                |
| 京都府   | KBS京都      | 2012年1月10日－3月27日 | 星期二 25:30－25:35 | 独立UHF局  | 1月10日2話播放 |
| 第2期    |              |                        |                     |            |                |
| 京都府   | KBS京都      | 2012年4月3日－6月26日  | 星期二 25:30－25:35 | 独立UHF局  |                |
| 埼玉縣   | 埼玉電視台   | 2012年4月5日－6月28日  | 星期四 25:00－25:05 | 独立UHF局  |                |
| 日本全國 | NICONICO頻道 | 2012年4月5日－6月28日  | 星期四 25:00 更新   | 網路電視   |                |
| 日本全國 | 萬代頻道     | 2012年4月13日－7月6日  | 星期五 12:00 更新   | 網路電視   |                |
| 第3期    |              |                        |                     |            |                |
| 日本全國 | AT-X         | 2013年7月1日－9月23日  | 星期一 22:25－22:30 | 衛星電視   | 有重播         |
| 京都府   | KBS京都      | 2013年7月2日－9月24日  | 星期二 25:30－25:35 | 獨立UHF局  |                |
| 埼玉縣   | 埼玉電視台   | 2013年7月11日－9月26日 | 星期四 25:00－25:05 | 獨立UHF局  |                |
| 日本全國 | NICONICO頻道 | 2013年7月11日－9月26日 | 星期四 25:00 更新   | 網路電視   |                |
| 日本全國 | 萬代頻道     | 2013年7月11日－9月27日 | 星期五 12:00 更新   | 網路電視   |                |
| 日本全國 | 樂天ShowTime | 2013年7月12日－        |                     | 網路電視   |                |

## 備註
1. 1 2  . MANTANWEB（Manga Life）.   [2013-03-30]. （原始内容存档于2016-10-11） （日语）.
2. ↑  竹書房公式しばいぬ子さん広報部隊
3. ↑  官网上的标题为「ヒナちゃんとひなまつり」。向ニコニコ動画最初上传的版本也使用了这个标题
4. ↑  この回は『たまタンさん情報コーナー』となっている。
5. ↑  この回はしばP(竹書房)が出演する『しばPさん情報コーナー』が放送。

## 外部連結
- 動畫官方網頁（日語）
- 動畫第3季官方網頁（日語）